# Johann Keetman

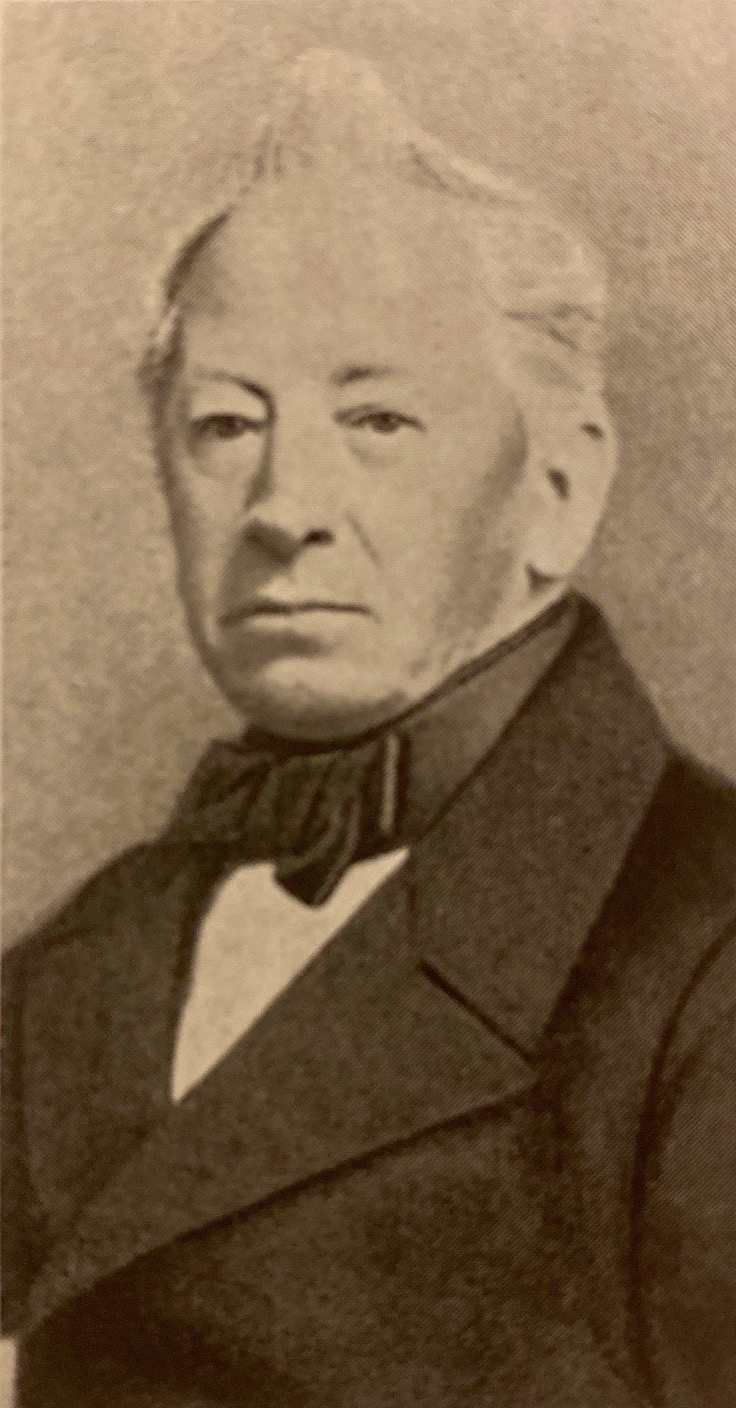
Johann Keetman

Johann Keetman (* 29. November 1793 in Hamburg, zuweilen falsch mit 1796 angegeben; † 10. Oktober 1865 in Elberfeld) war ein deutscher Kaufmann und Bankier, nach dem die namibische Stadt Keetmanshoop benannt wurde.

## Leben
Johann Keetman war der älteste Sohn von Johann Keetman Senior, welcher bis zur Geschäftsaufgabe Teilhaber einer  Handels- und Speditionsgesellschaft in Hamburg war. Der Stammbaum der Familie lässt sich bis ins 16. Jahrhundert in die niederländische Stadt Edam zurückverfolgen, wo die Keetmans als Salzsieder in gutbürgerlichen Verhältnissen ansässig waren.
Johann Keetman hatte einen jüngeren Bruder namens Wilhelm (* 1803), welcher später Pfarrer im Wiedischen Land (rheinischer) Westerwald war, zunächst in Dierdorf, dann, von 1848 bis 1876, in Rengsdorf. Dessen Sohn Theodor wurde wie sein Onkel Unternehmer.
Keetman wuchs im rheinischen Neuwied auf. Er kam um 1820 mit seiner Familie nach Elberfeld und wurde dort Kaufmann.
In Elberfeld heiratete er Wilhelmine Wichelhaus und trat daraufhin als Bankier in das Bankhaus seines Schwiegervaters J. Wichelhaus ein (Bankhaus J. Wichelhaus P. Sohn). In Elberfeld wurde Keetman außerdem Stadtrat, Mitglied des Handelsgerichts, Präses des Kuratoriums des städtischen Waisenhauses und Presbyter der reformierten Gemeinde.
Sein Sohn Daniel August Keetman (1837–1918), der ebenfalls ins Bankhaus eintrat, war der Großvater von Gunild und Peter Keetman.

## Rheinische Missionsgesellschaft
Ab 1828 war Keetman Direktor der Rheinischen Missionsgesellschaft. 1843 übernahm Keetman deren Vorsitz und engagierte sich diesbezüglich besonders für die Missionierung im heutigen Namibia, welches erst viel später als Deutsch-Südwestafrika deutsche Kolonie wurde.
Ab 1857 kam innerhalb der Rheinischen Missionsgesellschaft die Idee auf, dass die „hungernden Seelen“ im Südwesten Afrikas dringend eine Missionsstation benötigten. Weil der deutsche Raum zu dieser Zeit jedoch durch eine Wirtschaftskrise ging, waren keine Gelder vorhanden, um einen Missionar dorthin auszusenden. Deshalb spendete Johann Keetman zunächst 1000 Taler, um ein derartiges Projekt realisieren zu können.
Mit Hilfe von Keetmans Spende wurde später der Missionarssohn Johann Schröder in die Ortschaft Swartmodder (auch Schwarzmorast), im Süden des Landes gelegen, zur Errichtung einer Missionsstation bzw. Bahnhof entsandt und legte somit den Grundstein für das spätere Keetmanshoop. Swartmodder wurde nach dem Tod Keetmans im Jahr 1865 in Keetmanshoop umbenannt.

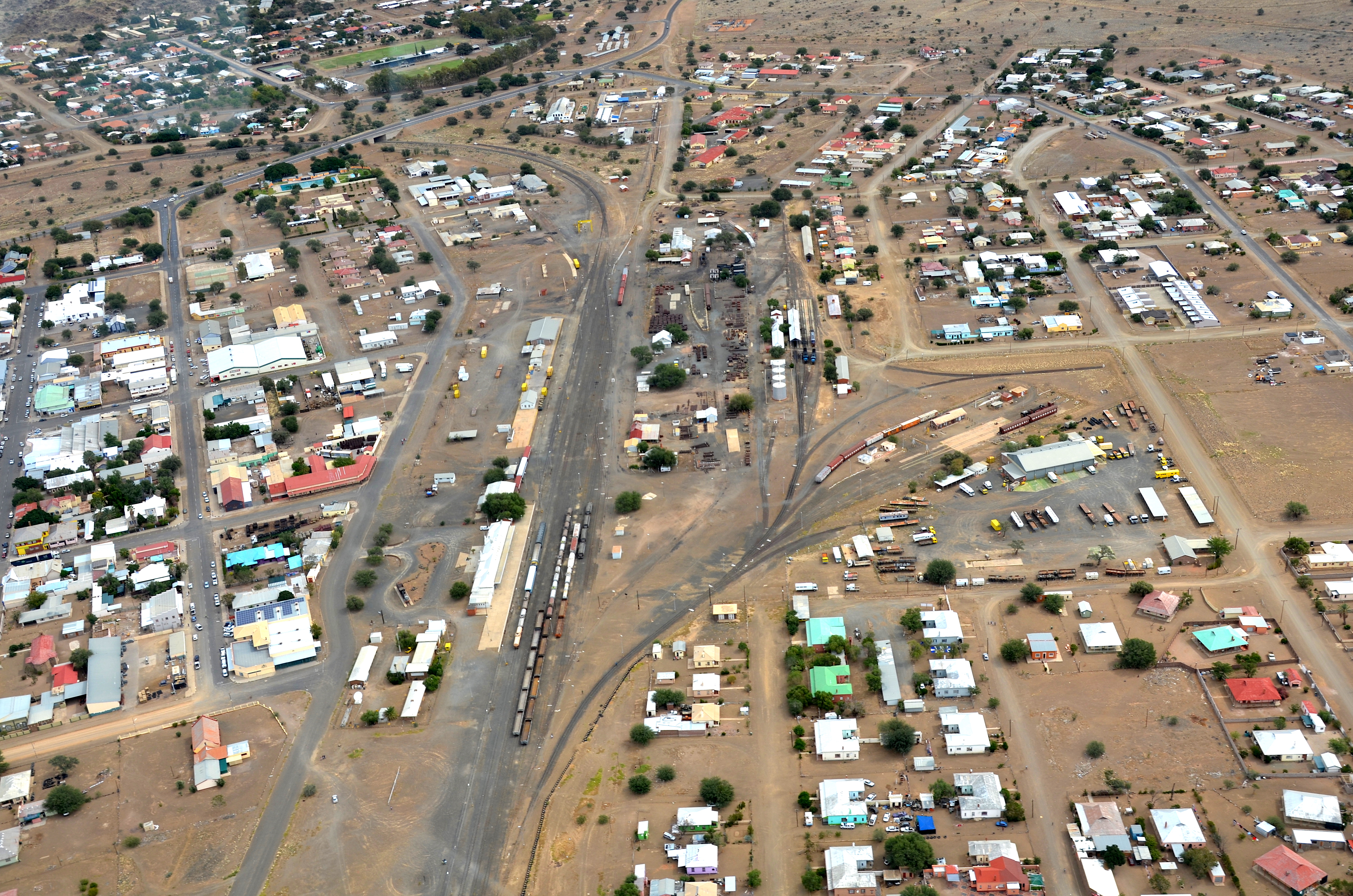
Nach Keetman benannte namibische Stadt Keetmanshoop aus der Luft (2017)

Anderen Quellen zufolge erreichte Schröder die Gegend um Swartmodder erst 1866 und somit erst nach dem Tod von Johann Keetman, woraufhin er die Ortschaft sofort in Keetmanshoop umbenannte. 1868 wurde mit den von Johann Keetman bereitgestellten finanziellen Mitteln eine Kirche errichtet, welche aber 1890 im Zuge einer Flut zerstört wurde und daraufhin ab 1895 neu errichtet wurde.

## Sonstiges
Neben Keetmanshoop gibt es weitere Orte bzw. Städte im südlichen Afrika, welche noch an die frühe Missionstätigkeit der Rheinischen Missionsgesellschaft aus Wuppertal erinnern und vor allem mit Johann Keetman verbunden sind.
In Südafrika gibt es z. B. etwa 200 km nördlich von Kapstadt die Ortschaft Wupperthal. Und sogar die Hauptstadt Namibias, Windhoek, wurde in den ersten Jahren nach ihrer Gründung Elberfeld genannt.
Johann Keetman hat Keetmanshoop niemals selbst besucht.